# Praia Mole

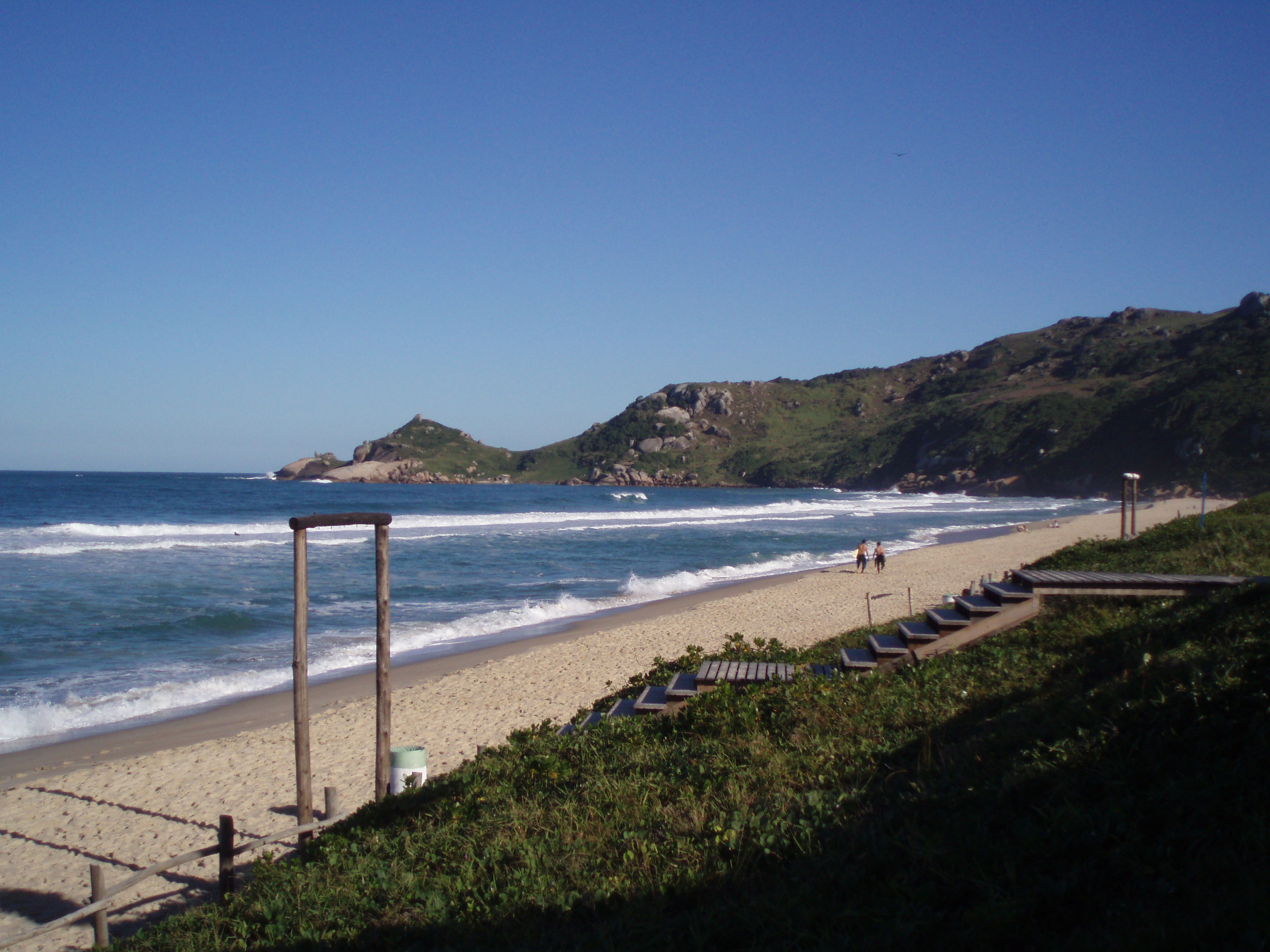
Praia Mole

Praia Mole is een strand ten oosten van het eiland Santa Catarina aan de Atlantische Oceaan. Het is gelegen in de gemeente Florianópolis in het zuiden van Brazilië. Het strand strekt zich uit tot bijna 950 meter en de breedte varieert van 10 meter tot 120 meter. Het ligt op een afstand van 15 kilometer van het stadscentrum.
Het strand is vooral een ontmoetingsplaats van de jeugd van het eiland en dankt haar naam aan het zachte (mole betekent zacht) en fijne zand. Veel surfers maken gebruik van de golven en paragliders maken gebruik van de bergen aan de zuidelijke kant van het strand.